# 53N8CLUB
53N8CLUB (uit te spreken als 'vijf drie nachtclub') was de doordeweekse nachtprogrammering op het Nederlandse radiostation Radio 538.
De 53N8CLUB was verdeeld in twee blokken van drie uur. Sinds 1 december 2013 waren de uren als volgt verdeeld:
- 00.00-03.00 uur: Edwin Noorlander.
- 03.00-06.00 uur: Gert-Jan van Ackooij (alleen maandag), Robin Leféber (dinsdag t/m vrijdag).

## Geschiedenis
Bij de start waren Martijn Muijs & Kimberly van de Berkt elke werkdag tussen 00.00 tot 03.00 uur te horen. Robin Leféber presenteerde de maandag van 03.00 tot 06.00 uur. Stefan de Groot presenteerde deze uren van dinsdag t/m vrijdag.
Op 27 september 2010 werd bekend dat Stefan de Groot stopt met de 53N8CLUB en overstapt naar 3FM. Hierdoor nam Jos Eggink de uren over van de Groot. In oktober 2011 stopte Jos Eggink met de 53N8CLUB. Sindsdien nam Robin Leféber de uren over van Eggink.
Demi Saulic nam in oktober 2010 een maand lang de maandagochtend van Robin Leféber over. Daarna nam Jos Eggink het over. Vanaf februari 2011 nam Robert de Loor de maandagochtend over. Robin Leféber was sinds juli 2011 weer te horen op de maandagochtend tussen 03.00 en 06.00 uur. Edwin Noorlander nam in februari 2012 de maandagochtend van 03.00 tot 06.00 uur over van Leféber.
Op 25 mei 2011 werd bekend dat Martijn Muijs één nacht per week minder te horen is in de 53N8CLUB. Dit betreft de nacht van zondag op maandag. Van de Berkt presenteerde deze nacht in haar eentje.
Op 10 augustus 2012 maakte Kim via haar twitteraccount bekend dat ze niet langer doorgaat als sidekick van Martijn op dinsdag t/m vrijdag. Ze bleef wel het programma op maandag presenteren.
Op 21 augustus 2012 maakte Radio 538 de nieuwe programmering bekend, Martijn Muijs ging voortaan de 53N8CLUB alleen presenteren van dinsdag tot en met vrijdag. Martijn Biemans nam de uren van Edwin Noorlander over op de maandagochtend. Noorlander bleef wel zijn programma presenteren in het weekend.
Op 7 januari 2013 maakte Kimberly in haar programma bekend dat dit haar laatste programma was dat ze zou presenteren. Kimberly stopte met haar werkzaamheden als DJ in de nacht. Dit, omdat haar contract niet verlengd is. Kimberly bleef wel actief als stationvoice op de radio, als producer bij Dennis Ruyer in het weekend en als VJ bij 538 TV. Edwin Noorlander nam haar uren op de maandag over.
Op 31 oktober 2013 werd bekendgemaakt dat Muijs overstapt van Radio 538 naar Radio Veronica. Op 28 november 2013 was zijn laatste uitzending. Edwin Noorlander nam zijn uren over. Gert-Jan van Ackooij nam de uren van Martijn Biemans over, omdat Biemans al op de zondagmiddag werkte.
Op 20 november 2013 werd bekendgemaakt dat de 53N8CLUB per 6 januari 2014 zou gaan stoppen door een verjonging op Radio 538. De nieuwe nachtprogrammering werd De Show Zonder Naam met Edwin Noorlander en Eddy Keur. Verder gingen Edwin Noorlander, Robin Leféber en Gert-Jan van Ackooij zelf hun nachtprogramma's maken op de werkdagen.